# Willkommia newtonii
Willkommia newtonii är en gräsart som beskrevs av Eduard Hackel. Willkommia newtonii ingår i släktet Willkommia och familjen gräs. Inga underarter finns listade i Catalogue of Life.